# Міклошоара
Міклошоара (рум. Micloșoara) — село у повіті Ковасна в Румунії. Адміністративно підпорядковане місту Бараолт.
Село розташоване на відстані 179 км на північ від Бухареста, 22 км на північний захід від Сфинту-Георге, 39 км на північ від Брашова.

## Населення
За даними перепису населення 2002 року у селі проживали 512 осіб, з них 509 осіб (99,4%) угорців. Рідною мовою 508 осіб (99,2%) назвали угорську.